# Conrad le chat
Conrad le chat (Conrad the Cat) est un personnage des cartoons Looney Tunes. Créé par Chuck Jones, sa première apparition date de 1942 dans le dessin animé The Bird Came C.O.D..

## Description
C'est un chat anthropomorphe au pelage de couleur jaune pâle.

## Filmographie

### 1942
- The Bird Came C.O.D.[1]
- Porky's Cafe
- Conrad le marin (Conrad the Sailor)[2]